# José Robledano
José Robledano Torres (Madrid, 27 de diciembre de 1884-Madrid, 12 de febrero de 1974) fue un pintor, historietista y dibujante periodístico español.

## Biografía
Se casó con Magdalena Piqueras, con la que en 1915 tuvo un hijo, también llamado José.
Se formó como artista en la madrileña Escuela de Bellas Artes de San Fernando, donde tuvo como maestro a Antonio Muñoz Degrain y como condiscípulos a los hermanos Valentín y Ramón Zubiaurre. Pintor notable, disfrutó de una beca en El Paular durante los años 1915 y 1916 y desde su primera exposición, en el Círculo de Bellas Artes madrileño en 1902, demostró ser un excelente paisajista, mereciendo una Mención de Honor en la Exposición de Bellas Artes de 1904.
Su labor artística está enlazada a la prensa de su época; entre 1936 y 1939 formó parte de las Juntas directivas de la Asociación de la Prensa de Madrid, ocupando anualmente los cargos de presidente, vicepresidente y secretario de la Asociación de la Prensa de Madrid. En 1904 publicó su primer dibujo en Arte y Sport y en 1908 ya formaba parte del equipo de redacción de Revista Crítica. En esos primeros años también ilustró La cabeza del dragón, una pieza teatral infantil escrita por Ramón María del Valle-Inclán para “El teatro para niños” que, en 1910, impulsó Jacinto Benavente. No fue su última colaboración con el teatro, pues además de escenógrafo también fue actor en distintas ocasiones.
Pero sobre todo destacó como pionero de la historieta en España, desde que en 1910 comenzó a publicar sus ilustraciones en la revista Infancia, donde vio la luz “El suero maravilloso” que es considerada la primera historieta española, y además, según se dice, fue el primero en utilizar “bocadillos” dentro de sus viñetas.[cita requerida] En esta misma línea de ilustración infantil y humorística colaboró con Chiquilín (1924-1926), la primera etapa de Pinocho (1925-1931) o la catalana Papitu.

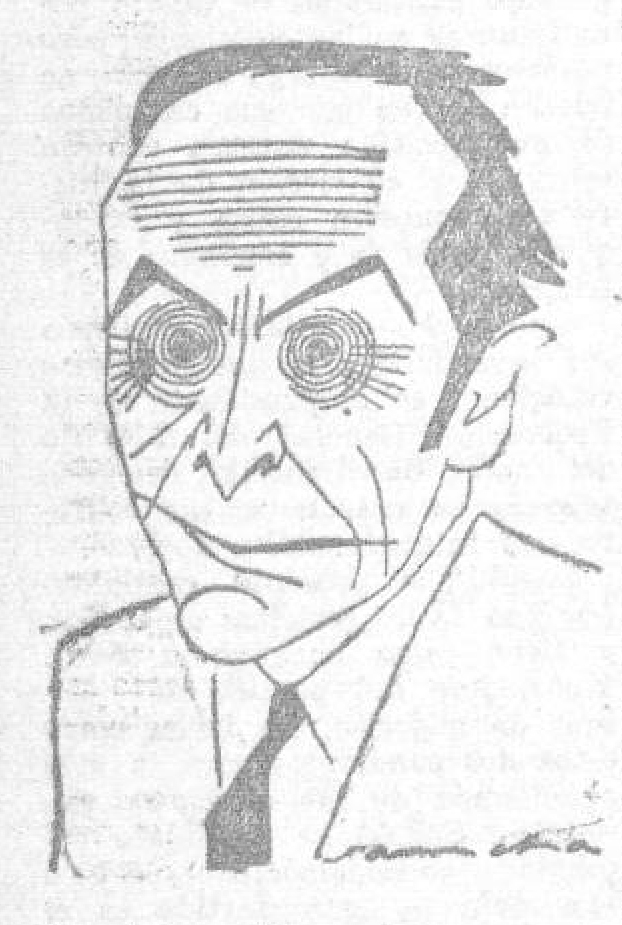
Caricaturizado por Sancha en La Voz (1928)

Muy pronto dio el salto hacia las revistas más prestigiosas de su época, como Nuevo Mundo, La Esfera, Mundo Gráfico o Blanco y Negro. También se publicaron sus dibujos, sobre todo caricaturas, en diarios como El Imparcial o El Liberal, aunque destacaban sus colaboraciones en El Sol junto a Francisco Sancha, colaborador de la prensa socialista, y Luis Bagaría, con el que también coincidió en Buen Humor.
Realizó dibujos para ilustrar algunos de los populares cuentos infantiles de la Editorial Calleja y varias de las colecciones de novelas populares tan difundidas en su tiempo. Además, destacan sus conocidas “aleluyas”, algunas publicadas después de la Guerra Civil con una temática muy diferente, y sus dibujos para campañas publicitarias, tanto institucionales como comerciales.
Militante socialista, desde 1934 colaboró en forma esporádica en El Socialista, donde inmortalizó su personaje de “el señor Cayetano”, y con más frecuencia en Claridad, el portavoz del ala izquierda del socialismo español. Acabada la Guerra Civil, sus dibujos en este órgano socialista le valieron su ingreso en la cárcel de Porlier, primero, y su condena a muerte, después. Le fue conmutada la última pena, pero hasta 1944 recorrió distintos penales, como Valdenoceda (Burgos) o Alcalá de Henares, de los que pudo sacar, escondidos entre la ropa sucia, impresionantes dibujos que siguen siendo un alegato contra la crueldad de los presidios franquistas.
En 1937 fue nombrado catedrático de Dibujo del Instituto de Bachillerato de Guadalajara. Según el profesor de dicho instituto Gabriel María Vergara Martín, quien lo denunció al responder el cuestionario del expediente de depuración que sufrió en 1939, cesó en su puesto el 30 de agosto de 1937 por traslado al Instituto Pérez Galdós de Canarias, aunque lo cierto es que se dirigió a Madrid, donde fue profesor de dibujo en el Instituto Obrero de la capital de la República, centro modélico que dirigía Marcelino Martín González del Arco, también catedrático del Instituto alcarreño.
Tras su salida de la cárcel de Alcalá de Henares, continuó dedicándose a las artes plásticas, diseñando carteles y campañas publicitarias (como la del Fósforo Ferrero) y realizando cubiertas para libros (por ejemplo, en 1947 la de la novela Segundo López, aventurero urbano de Leocadio Mejías para la editorial Rolla). Del mismo modo, recuperó su faceta de pintor, participando en la Exposición Nacional de Bellas Artes de 1952. Robledano fue uno de los pocos dibujantes que fue admitido por la Asociación de la Prensa de Madrid después de la contienda, a pesar de su condena.
Su última exposición, formada por paisajes y escenas costumbristas de Madrid, se celebró en noviembre de 1967 en la Sala de la Editorial Afrodisio Aguado. En la última etapa de su vida colaboró como ilustrador en ABC y Blanco y Negro. 